# Верхньосілезький промисловий район

Центральна частина Верхньосілезького промислового району.

Верхньосілезький промисловий район, (Польська: Górnośląski Okręg Przemysłowy, GOP) — агломерація у Верхній Сілезії і західній Малопольщі (Польща), зосереджена навколо Катовиць у Сілезькому воєводстві.
Верхньосілезький промисловий район з 2,8-мільйонним населенням і Рибницький вугільний басейн (пол. Rybnicki Okręg Węglowy) з 0,7-мільйонним населенням, обидва належать до Верхньосілезького вугільного басейну з загальним населенням 3 487 000 чоловік.

## Географія
Верхньосілезький промисловий район розташовано в історичному регіоні Верхня Сілезія і Заглеб'є Домбровське в південній Польщі в межиріччі між Віслою й Одером.

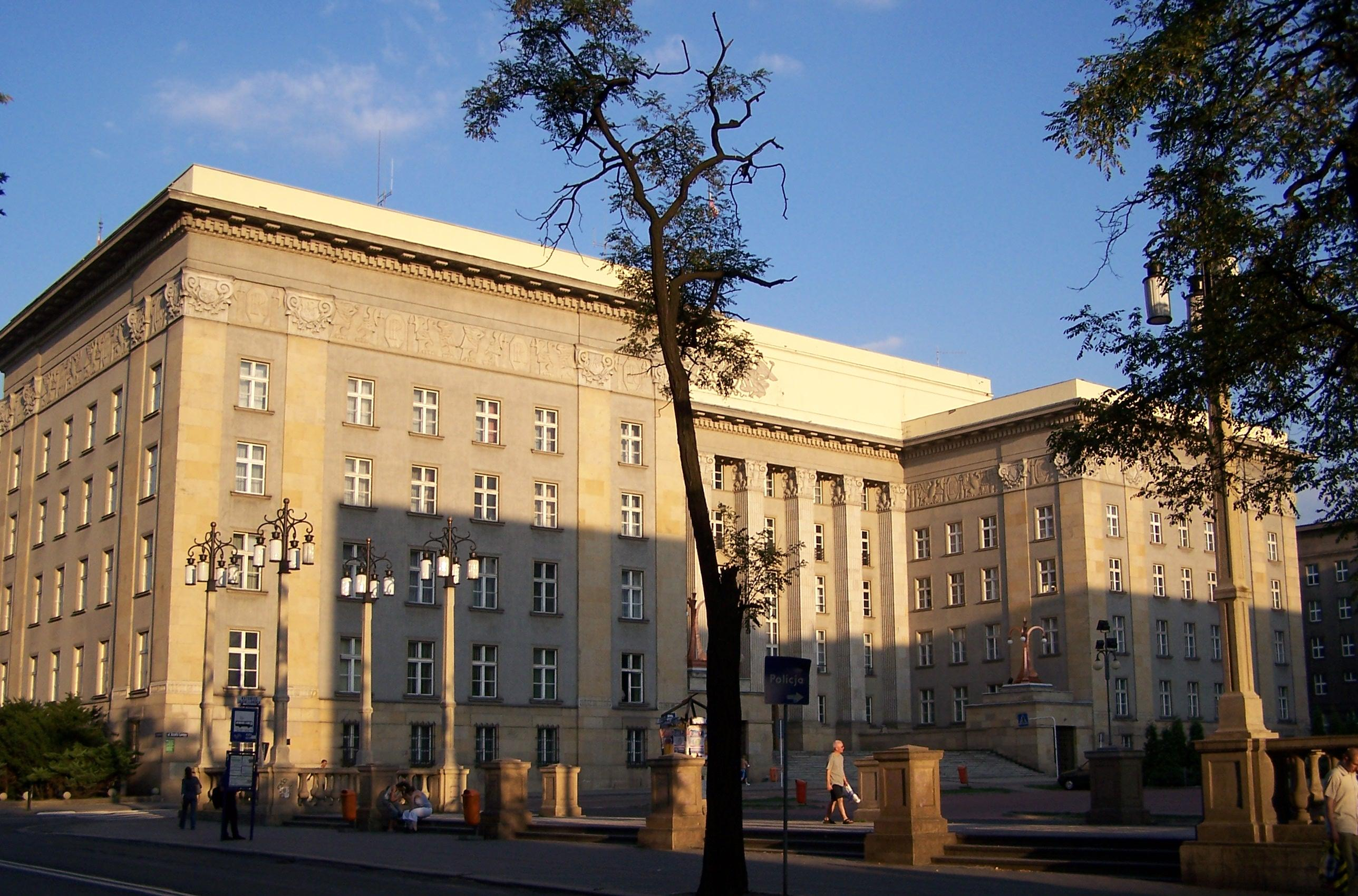
Катовиці, Сілезький парламент

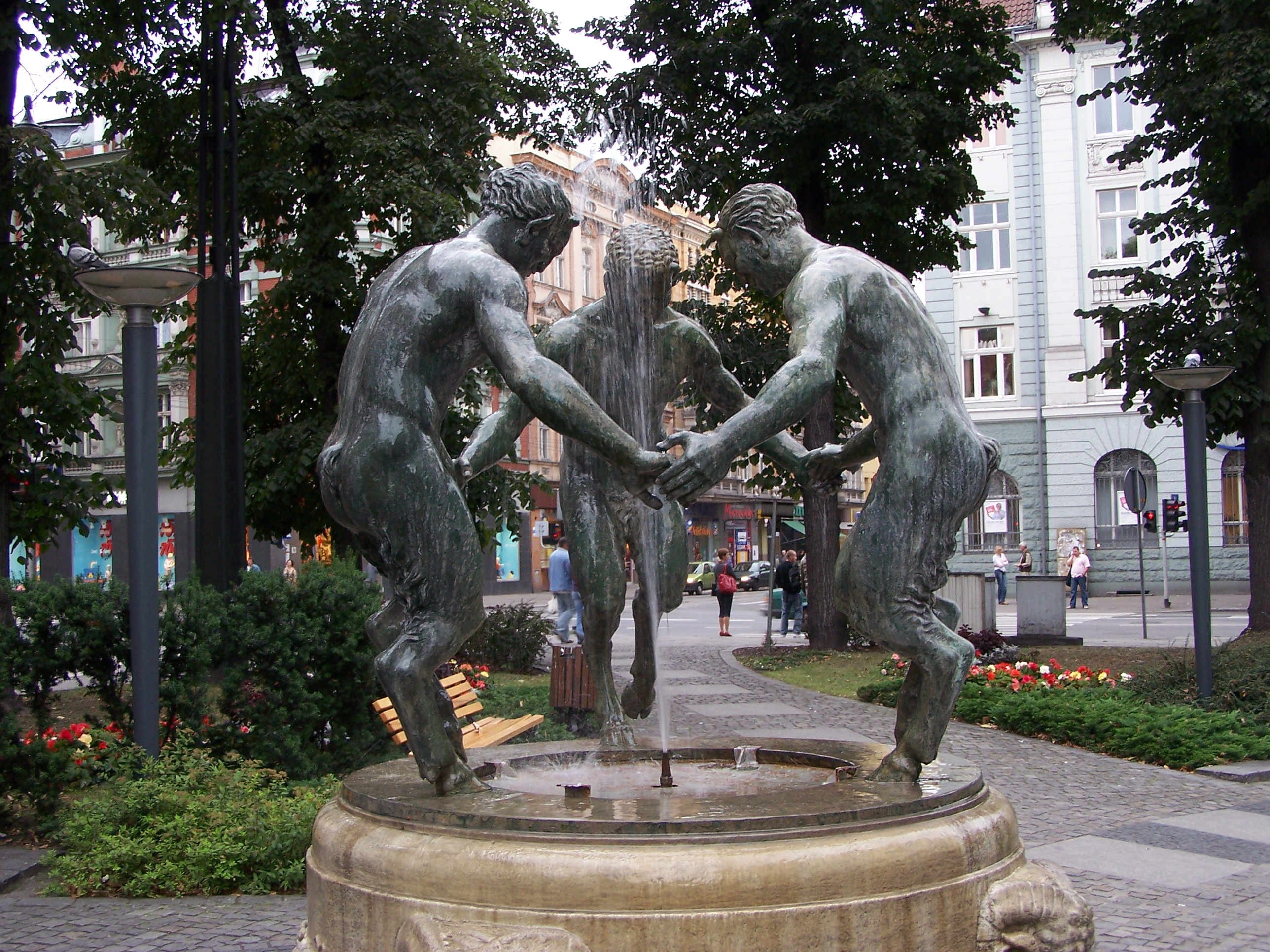
Гливиці

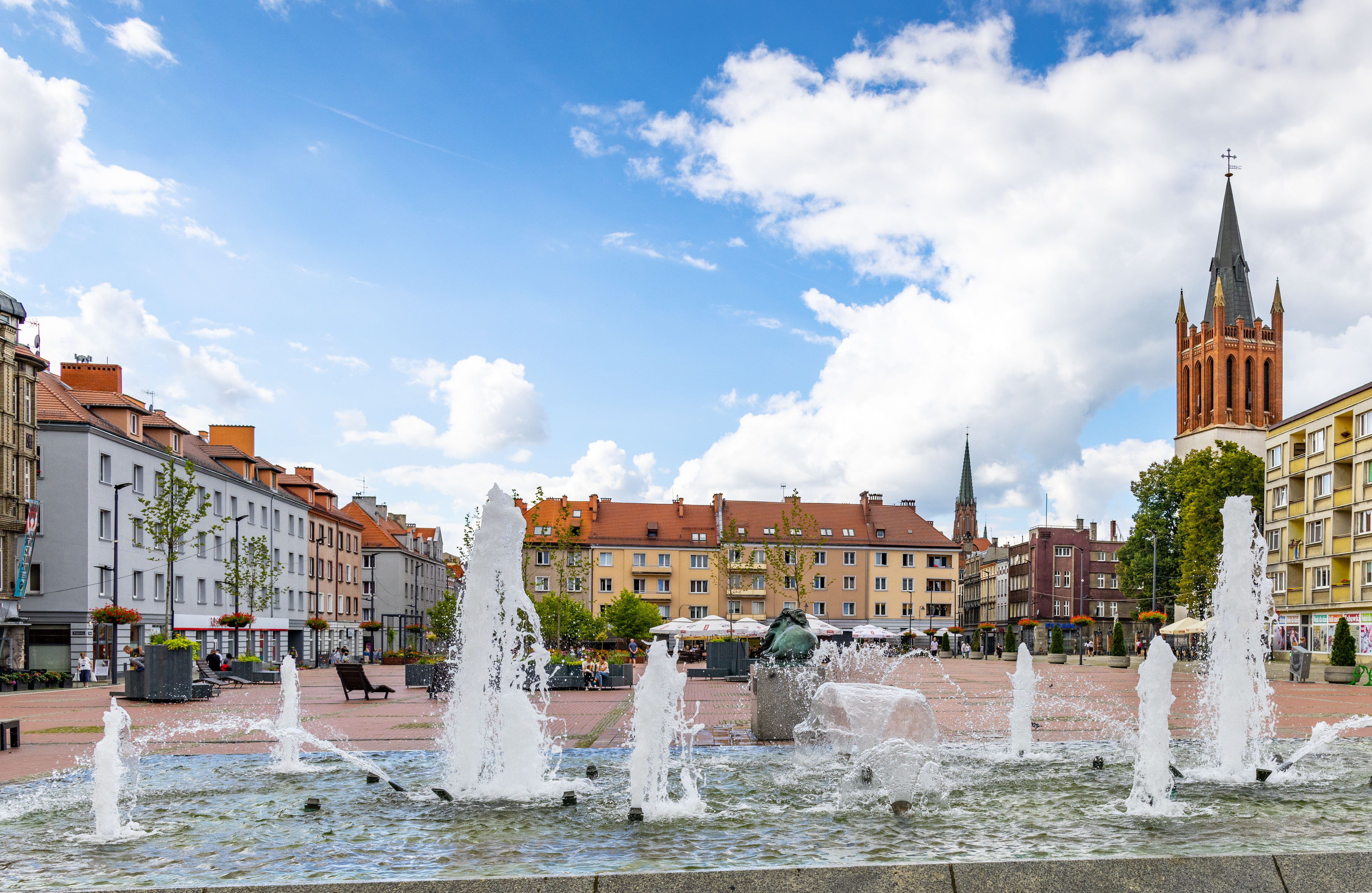
Ринкова площа в Битомі

### Клімат
Клімат області помірно континентальний вологий. Середньорічна температура становить 8° С (середня величина −1,7 °C в січні і 17,7 °C в липні). Середня щорічна кількість опадів 750 мм, найдощовитіший місяць — липень.

### Головні міста
| Міста                | Населення | Площа в км² |
| -------------------- | --------- | ----------- |
| Катовиці             | 314 500   | 164.6       |
| Сосновець            | 223 284   | 91.26       |
| Гливиці              | 199 086   | 134.2       |
| Битом                | 188 234   | 69.32       |
| Забже                | 190 400   | 80.47       |
| Руда-Шльонська       | 145 470   | 77.7        |
| Тихи                 | 132 700   | 82.63       |
| Домброва-Гурнича     | 129 560   | 188         |
| Хожув                | 114 686   | 33.5        |
| Явожно               | 96 000    | 152.2       |
| Мисловиці            | 78 300    | 66          |
| Семяновиці-Шльонські | 75 700    | 25.5        |
| Пекари-Шльонські     | 64 600    | 39.6        |
| Бендзин              | 58 600    | 37.2        |
| Свентохловиці        | 55 527    | 13.22       |
| Кнурув               | 42 000    | 34.2        |
| Челядзь              | 35 200    | 17          |
| Загалом              | 2 143 000 | 1304        |

## Транспорт

### Громадський транспорт

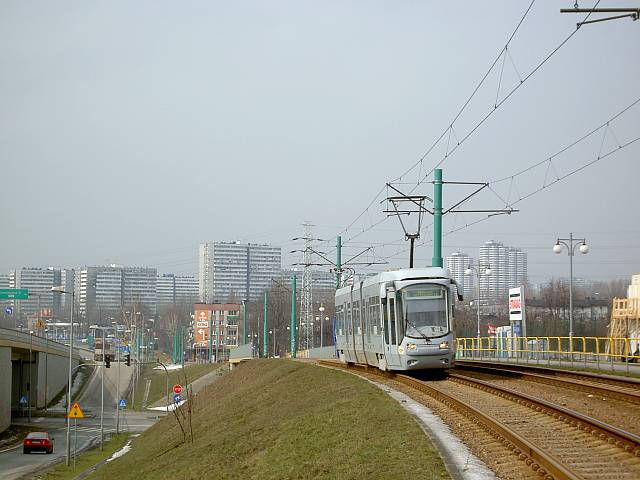
Трамвай Катовиці — Хожув — Битом

Транспортна система регіону складається з чотирьох гілок — автобуси, трамваї, тролейбуси і електрички об'єднаних у KZK GOP. Крім того перевезенням займаються приватні акціонерні компанії і державні залізниці.
Трамваї
Трамвайне сполучення Верхньої Сілезії — одна з найбільших трамвайних систем у світі, існує починаючи з 1894. Система має протяжність більше 50 кілометрів (зі сходу на захід) і покриває тринадцять районів: Катовиці, Бендзин, Битом, Хожув, Челядзь, Домброва-Гурнича, Гливиці, Мисловиці, Руда-Сльонська, Семяновиці-Сльонське, Сосновиць, Свентохловиці і Забже.

### Дороги
- Автомагістраль A1 (Чехія — Катовиці — Тримісто / Балтійське море)
- Автомагістраль A4 (Німеччина — Катовиці — Україна)
- Європейський маршрут E40 (Франція — Бельгія — Німеччина — Катовиці — Україна — Росія — Узбекистан — Казахстан)
- Європейський маршрут E75 (Норвегія — Фінляндія — Катовиці — Словаччина — Угорщина — Сербія — Північна Македонія — Хорватія — Крит)
- Європейський маршрут E462 (Чехія — Катовиці)

### Аеропорти
Район обслуговує Міжнародний аеропорт Катовиці, розтошований приблизно за 30 км від центру Катовиць. З понад 20 міжнародними і місцевими польотами щодня, це — безумовно найбільший аеропорт в Сілезії (1.4 мільйонів пасажирів перевезенно у 2006; новий пасажирський термінал зараз будується).
Через велику відстань до аеропорту, є пропозиція, щоб перетворити набагато ближчий спортивний аеродром Аеропорт Катовиці-Муховець на так званий міський аеропорт, другий міжнародний аеропорт для не великого, на бізнес орієнтованого руху.

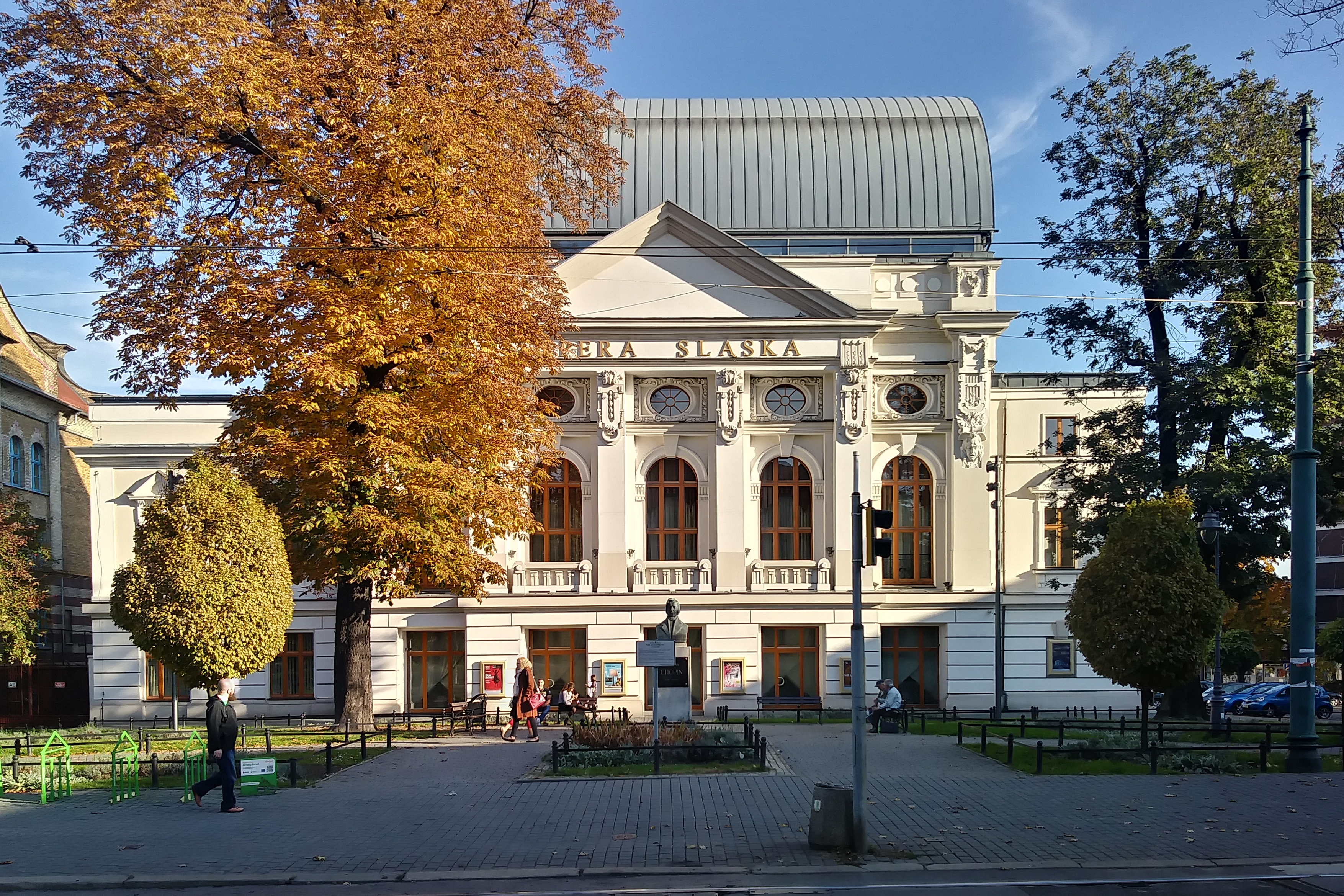
Битом, Сілезька опера

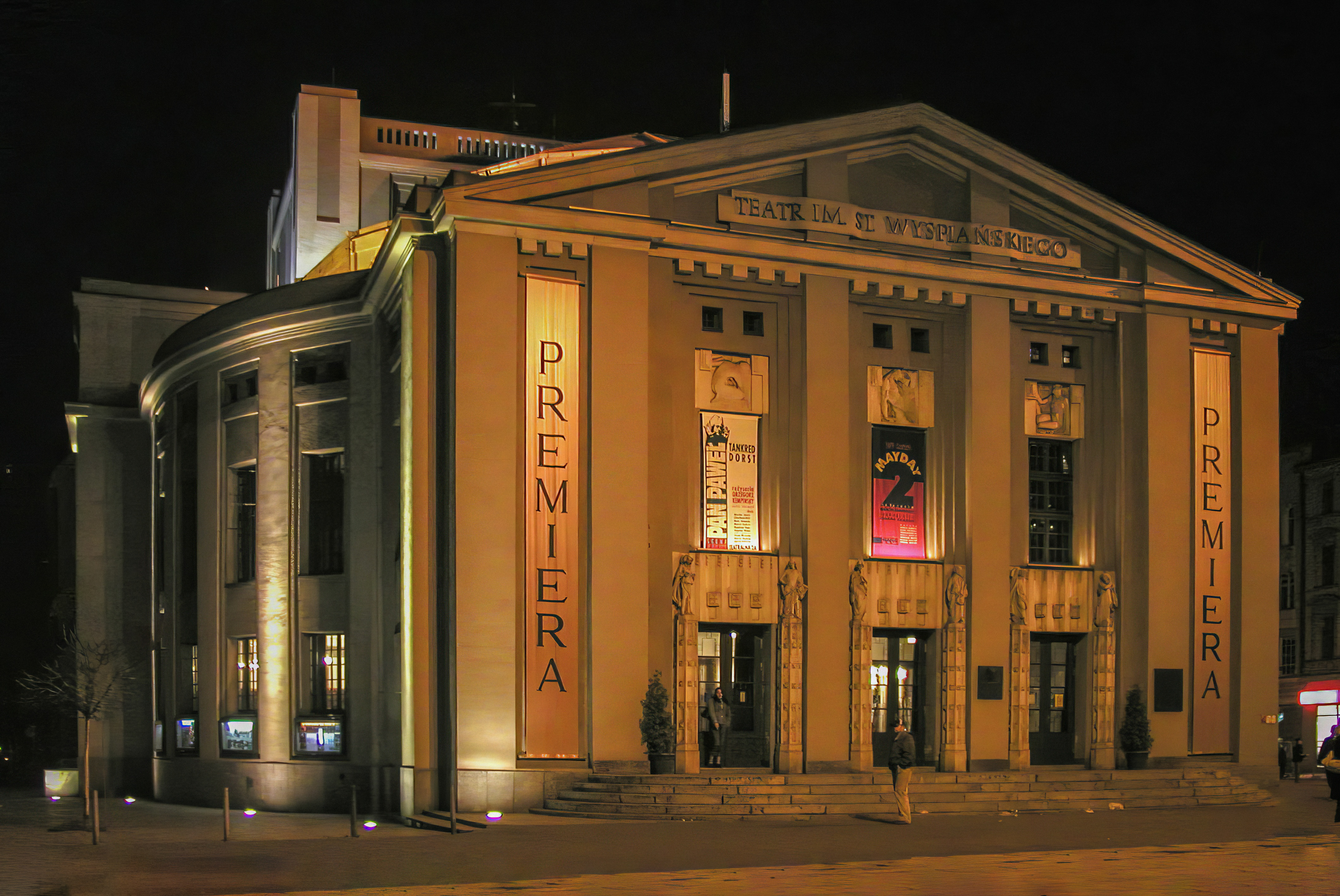
Катовиці, Сілезький театр

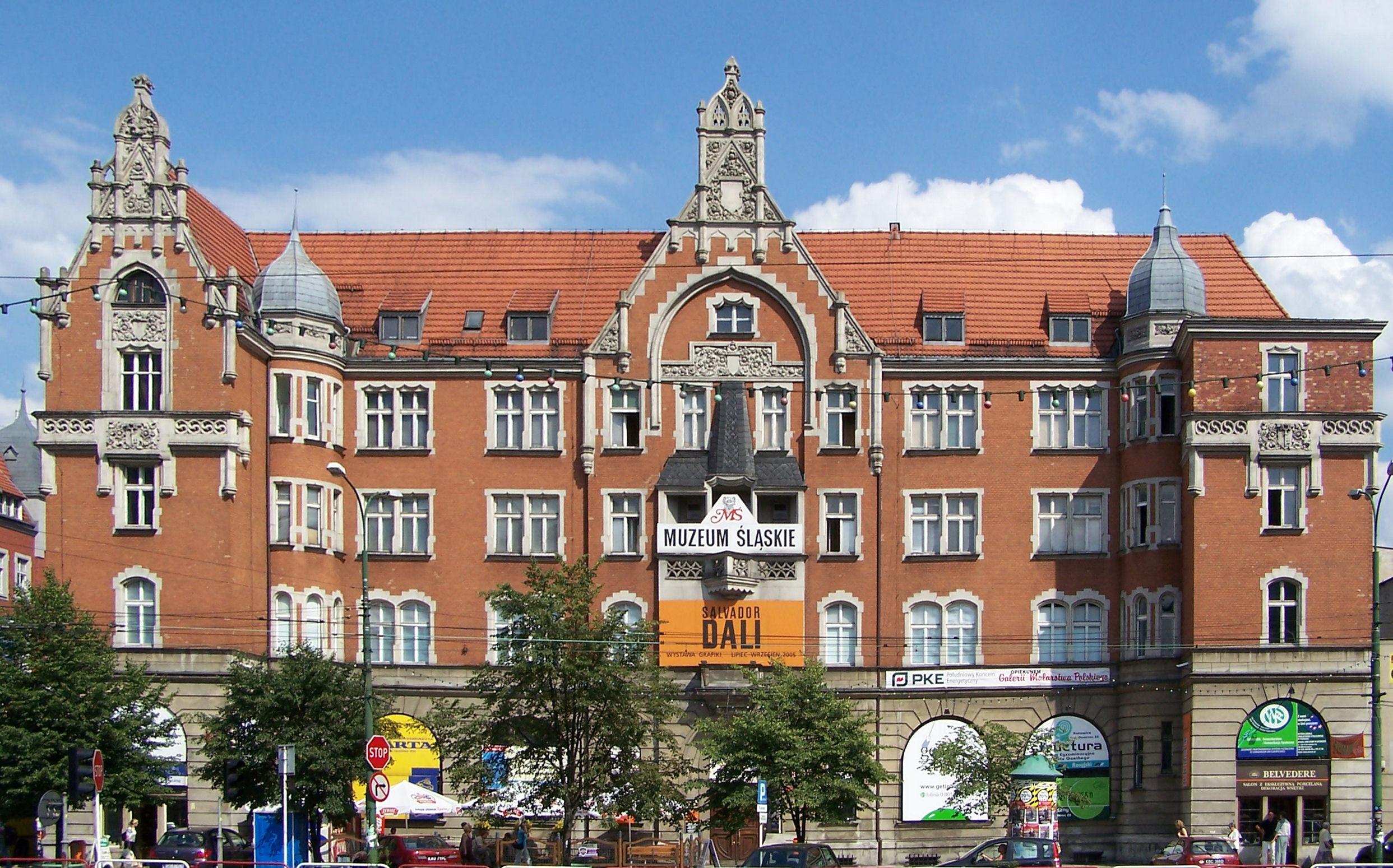
Катовиці, Сілезький музей

### Залізниця
Стандартна залізниця
Перша залізниця прокладена у цій області 1846 (Верхньосілзька залізниця, пол. Kolej Górnośląska; нім. Oberschlesische Eisenbahn). Катовиці нині — один з головних залізничних вузлів у Сілезії і Польщі. Дешево і ефективно виконує перевезення Польська державна залізниця пол. Polskie Koleje Państwowe.
Головна станція є Катовиці Головний пол. Dworzec główny w Katowicach. Як внутрішнє так і міжнародне сполучення, є звідти майже до кожного головного міста в Польщі і Європі.
Ширококолійна залізниця
Польська ширококолійна металургійна залізниця (пол. Kolej Górnośląska, нім. Oberschlesische Eisenbahn англ. Broad gauge metallurgy line) найдовша ширококолійна залізниця Польщі.
За винятком цієї однієї лінії, і декількох дуже коротких відрізків, біля перетину кордону, Польща використовує стандартний розмір, на відміну від Росії і інших колишніх республік СРСР. Залізниця є одноколійною на відстані майже 400 км від польсько-українського кордону, перетинаючи це лише на схід Грубешів, Славкув. Використовується лише для вантажних перевезень, переважно залізної руди і вугілля. Це — найзахідніша ширококолійна залізниця в Європі, яка з'єднується з ширококолійною системою республік колишнього СРСР. Залізницею володіє компанія PKP Linia Hutnicza Szerokotorowa Spólka z o.o.. Попереднє ім'я цієї залізниці було 'Linia Hutniczo Siarkowa' (англ. Metallurgy - Сірка Line), але після припинення перевезення сірки залізниця змінила назву.

### Річковий транспорт
Верхньосілезький промисловий район має також декілька каналів, серед них Гливицький канал (пол. Kanal Gliwicki), який пов'язує Глівіце з Одером, а тому з Німеччиною і Балтійським морем.
Клодницький канал пол. Kanal Klodnicki більше не використовується для перевезення вантажів, але популярний для прогулянок.